# Никольский рынок
Нико́льский ры́нок (Нико́льские ряды́) — торговое здание в Санкт-Петербурге, построенное в 1789 году, архитектор неизвестен. Расположен на Садовой улице, дом № 62.

## История
Изначально на участке земли по Садовой улице между Фонтанкой и речкой Кривушей в 30-х годах XVIII века планировалось построить Морской полковой двор. Согласно плану Комиссии о Санкт-Петербургском строении, там должны были располагаться казармы и административные здания Морского ведомства. Тем не менее, осуществить задуманное не удалось.
29 октября 1787 года в Городскую Думу был направлен проект здания (автор не известен), до настоящего времени не сохранившийся. Проект был утвержден Екатериной II. В 1788—1789 годах в северной части участка был построен Никольский рынок. Это место сочли удобным из-за близости двух водных транспортных артерий: Екатерининского и Крюкова каналов. Сначала рынок назвали «Очаковским», поскольку его строительство было завершено в один день со взятием турецкой крепости Очаков русскими войсками под руководством А. В. Суворова. Здание было возведено на средства купеческого общества, то есть был частным. Первоначально рыночные корпуса состояли из ряда идентичных по планировке секций — лавок, каждая из которых имела отдельный вход и индивидуальное сообщение внутри лавки между этажами. Первый этаж предназначался для торговых помещений, во втором размещались конторы и склады. Объединялись все торговые помещения открытой галереей первого этажа, ограниченной аркадой. Аналогично лицевым фасадам, открытая галерея существовала и по периметру двора.

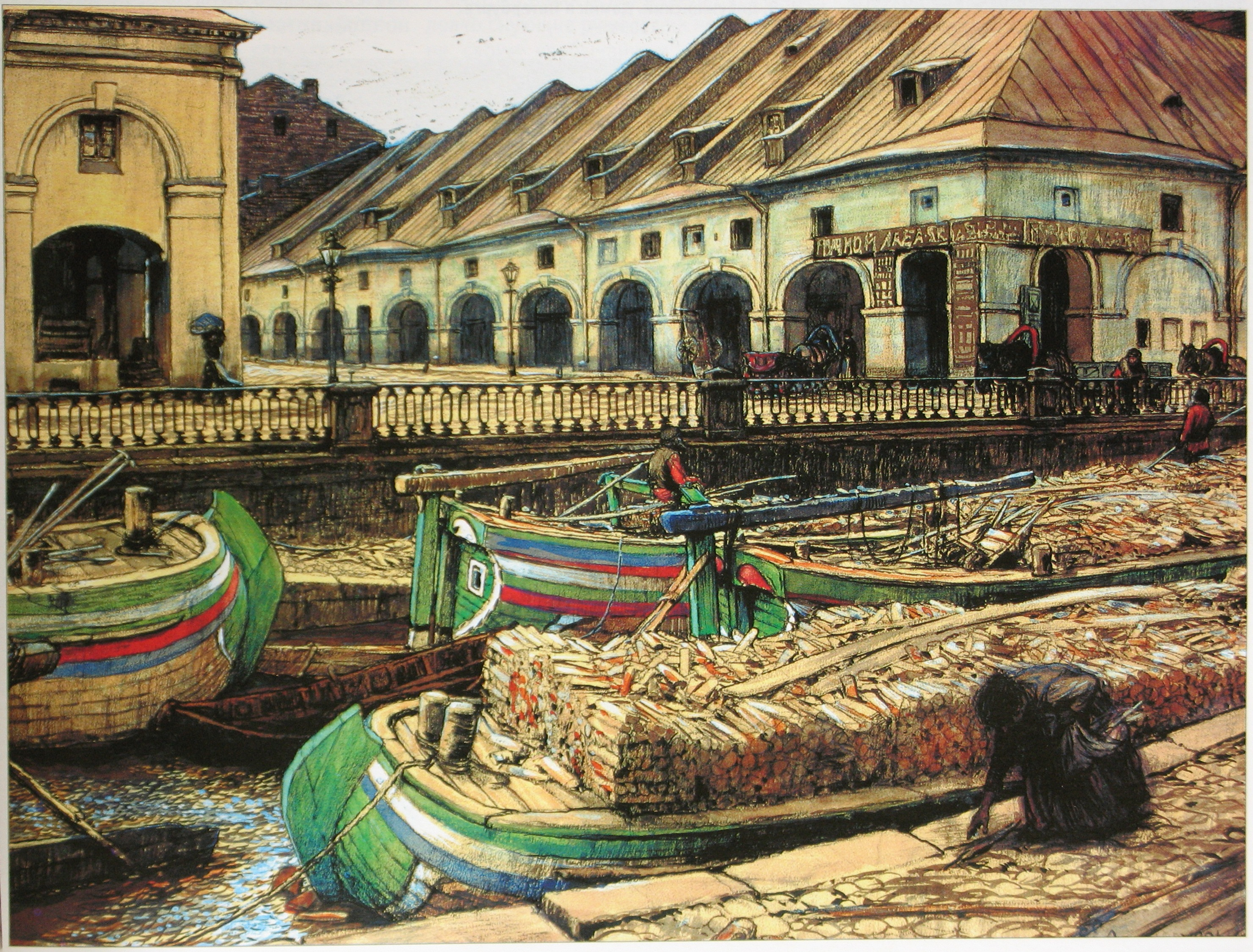
Е. Лансере. Никольский рынок в Петербурге. (1901)

В 1825 году Никольский рынок пострадал от пожара, но его быстро восстановили. В 1880-х годах с Сенного рынка на Никольский перенесли «Обжорный ряд». Здесь за 12-15 деревянными столами под навесом питались сезонные рабочие: каменщики, плотники, маляры, штукатуры. Обжорный ряд размещался на площадке вдоль канала. Бульвара к началу XX века здесь ещё не было.
После 1917 года в здании Никольского рынка разместилось производственно-промышленное объединение по изготовлению эмалированной посуды. Согласно данным адресно-справочной книги «Ленинград» 1939 года, в этом здании располагалась производственная артель «Металлист-Кооператор», входившая в систему Ленметизширпромсоюза. В послевоенное время — «Металлопосуда».

## Современность
К лету 2006 года здание пришло в запустение, в сентябре того же года «Никольские ряды» дали следующее описание проекта:

Комментарий директора по строительству компании Юрия Грехнева:

Реконструкция здания предполагает полную замену инженерных систем, строительство встроенной распределительной трансформаторной подстанции, собственного теплового источника. Все исторические габариты здания и его облик мы сохраним…
Завершить реконструкцию планируется через 2,5—3 года.

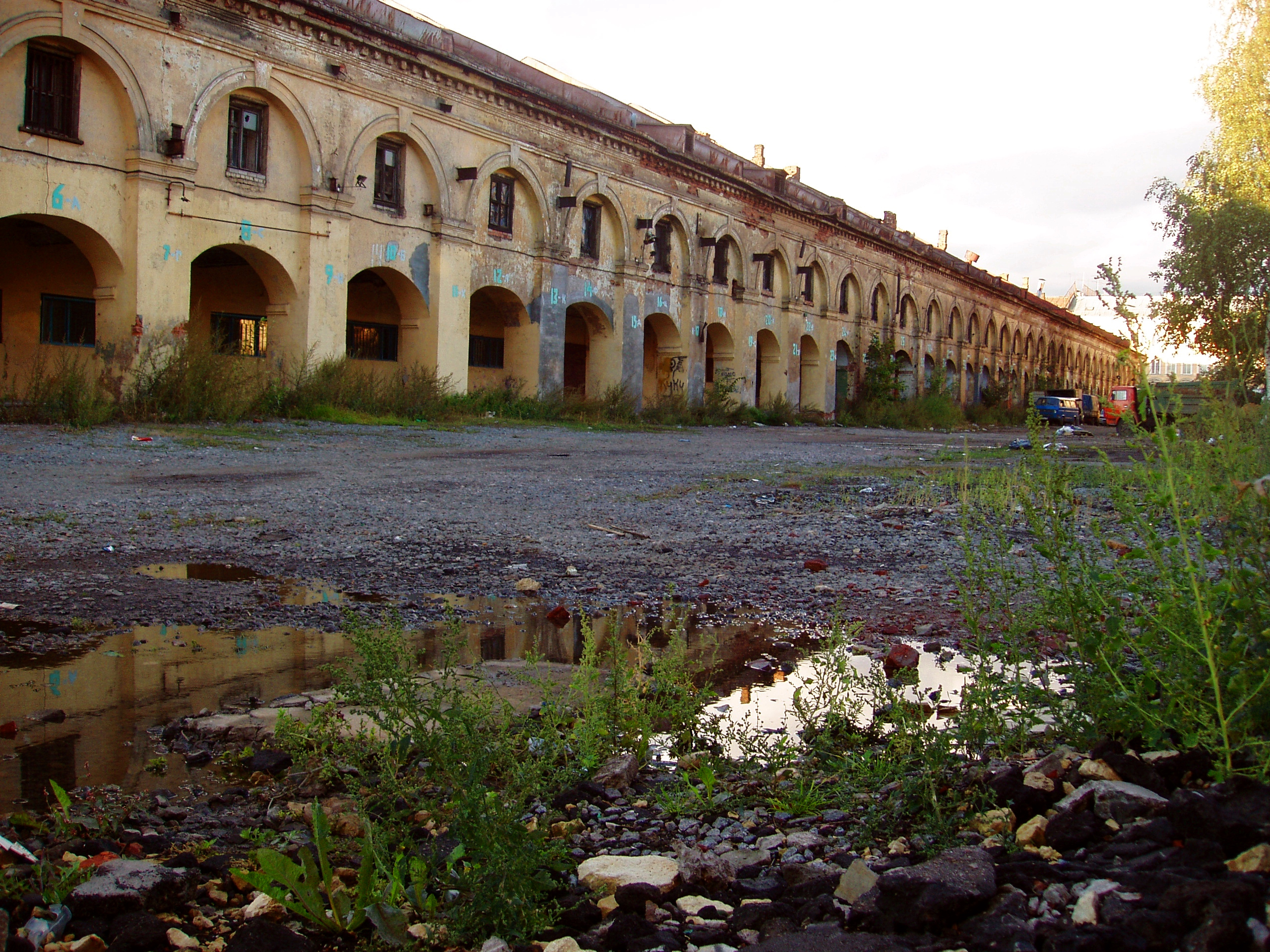
Никольский рынок (2007)

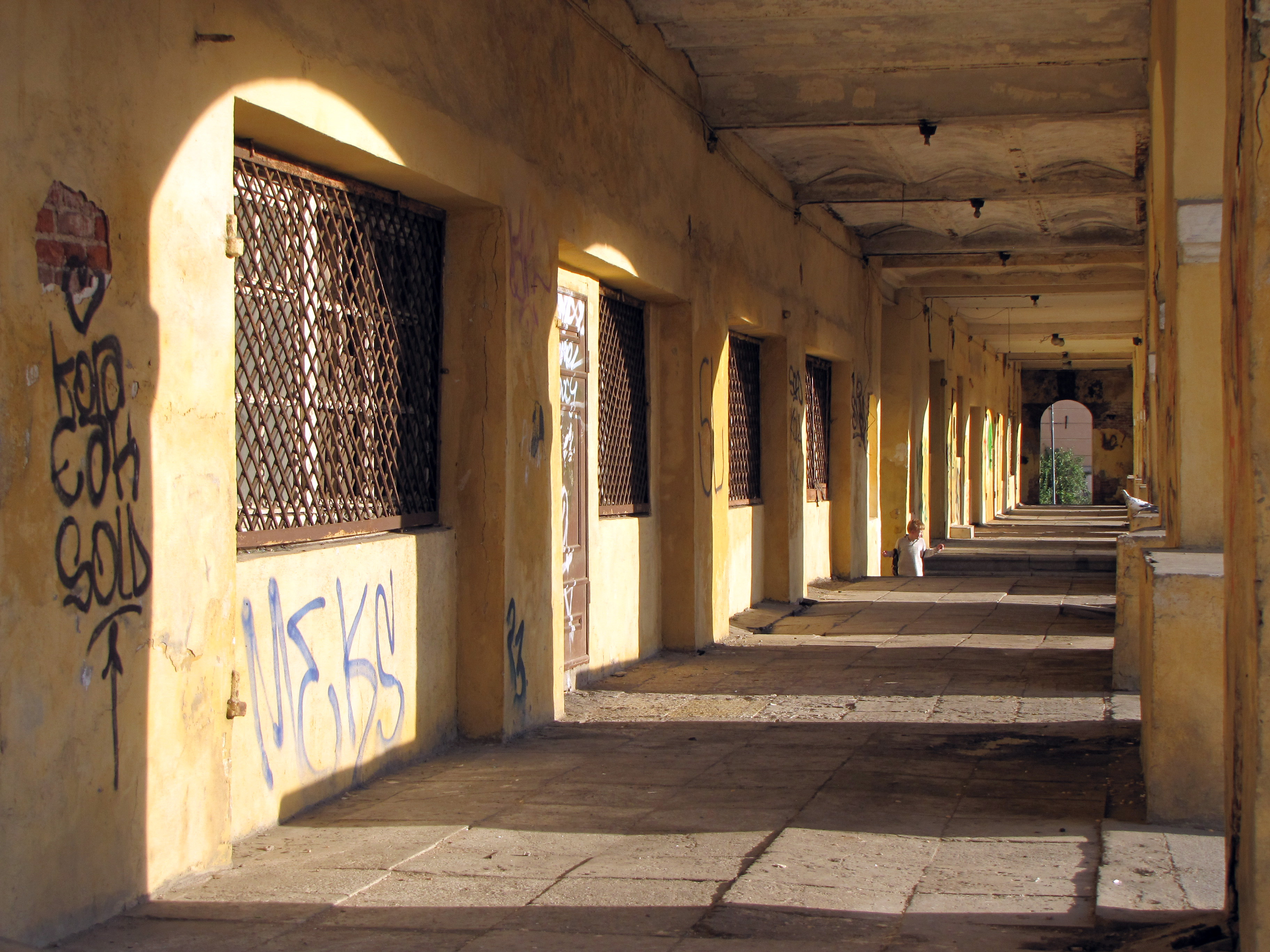
Галерея Никольского рынка (2011)

В апреле 2007-го губернатор города Валентина Матвиенко подписала распоряжение о расчистке территории и подготовке к реставрации.
В 2008 году арендатор памятника — ЗАО «Никольские ряды» предоставил правительству города проведенную по его заказу экспертизы. Согласно её результатам, более 70 % комплекса признавалось аварийными. Инвестор предложил сохранить только фасады и галерею. Проект перестройки предполагал строительство двухэтажного подземного паркинга, возведение гостиничного комплекса с застройкой внутренней площади рынка и перекрытие двора общим куполом.
22 мая 2008 года сотрудники КГИОПа побывали на объекте и высказались против такого решения и не согласились с оценкой состояния здания. Были указаны сроки реконструкции: 2010 год, а также стоимость реконструкции: более $200 млн.
Инвесторам, подконтрольным сыну главы ОАО «РЖД» Владимира Якунина Андрею, КГИОП в лице председателя Веры Дементьевой предложил возможность материальной поддержки. Это необходимо для полной реставрации здания.
19 ноября 2010 года Никольский рынок был продан на торгах той организации, которая ведёт реставрационные работы, 30 ноября он был включён в федеральный перечень особо охраняемых объектов. Несмотря на это, проект реновации подразумевает строительство подземного паркинга, стеклянного купола над объектом и застройки внутренней территории. Эксперты сомневаются в том, что такой проект совместим с сохранностью памятника.
В 2013 году началась масштабная реконструкция Никольского рынка. Первоначально план строительства предусматривал приспособление здания под бизнес-центр, однако в итоге проект был снова пересмотрен. Согласно окончательному плану, здание сохранило свой исторически вид, в нём начнут работу трехзвездочный отель Holiday Inn Express и хостел Meininger Hotel Gruppe. Реконструкция завершилась в июле 2018 года.
Проект реконструкции комплекса «Никольские ряды», предполагавший восстановление рынка по историческим чертежам, разработало архитектурное бюро «Литейная часть — 91» Рафаэля Даянова. От исторической постройки удалось сохранить несколько секций здания, часть отделки первого этажа, частично уцелела гипсовая лепнина. Однако из-за серьёзных повреждений почти ничего не осталось от внутренней отделки здания.
Реконструкция продолжалась почти 8 лет и была завершена в 2018 году. Объём инвестиций в проект составил порядка 3 млрд руб. Проект реставрации получил диплом в номинации «Реставрационный объект года» в рамках церемонии «Петербург и петербуржцы − 2018». Основную часть здания заняли две гостиницы Holiday Inn Express и гибридный отель Meininger. Также на территории комплекса был открыл ресторан Hard Rock Cafe — первый в Санкт-Петербурге и второй в России.
После окончания реставрации возникла идея о том, чтобы использовать внутренний двор «Никольских рядов» площадью более 7 тыс. м², чтобы реализовать «креативный проект общегородского масштаба, интересный как для петербужцев, так и для туристов». Разработкой концепции общественного пространства занялись компании Miles&Yards и Ales Capital, и 8 июля 2020 года двор был открыт как общественное пространство для всех желающих. Реализация концепции рассчитана на пять лет.
За первые три месяца с открытия гостями двора Никольских рядов стали более 250 тысяч жителей и гостей города: для них прошли многочисленные развлекательные и культурные мероприятия.
В 2023 году власти города объявили о намерении отреставрировать расположенный в непосредственной близости Сельдяной ряд Никольского рынка.